# صلة رحم (مسلسل)
صلة رحم هو مسلسل تلفزيوني مصري عُرض في شهر رمضان عام 1445 هـ، من بطولة إياد نصار، أسماء أبو اليزيد، يسرا اللوزي، من تأليف محمد هشام عبية، ومن إخراج تامر نادي.

## قصة المسلسل
تدور الأحداث في إطار درامي تشويقي، يناقش المسلسل قضية تأجير الأرحام، من خلال قصة طبيب تخدير يدعى "حسام" وزوجته "ليلى". يطرح العمل الدرامي، العديد من التساؤلات على المستوى الديني والقانوني والاجتماعي، حيث يظهر في المسلسل، الشيخ المصري خالد الجندي، ليكشف رأي الدين في هذا الموضع، بالإضافة إلى الآراء القانونية، ورد فعل المجتمع المحيط بالدكتور "حسام" وزوجته، على الفكرة التي يحاول إقناع الناس بها، لمساعدة زوجته في الإنجاب.
ظهر الشيخ خالد الجندي في الحلقة الثالثة من مسلسل صلة رحم، ليحسم الجدل حول حرمانية تأجير الأرحام، إذ أكد أن تأجير الأرحام حرام شرعًا، وفيه شبهة اختلاط أنساب، لافتا إلى الفرق بين الشرع والفتاوى القابلة للتغير، ذاكرًا العديد من الآيات القرآنية التي تحرم هذا الأمر.

## الممثلون
- إياد نصار (حسام)
- يسرا اللوزي (ليلي)
- أسماء أبو اليزيد (حنان)
- محمد جمعة (خالد)
- سلوى محمد علي (والدة حسام)
- عابد عناني (زياد)
- هبة عبد الغني (سهام)
- نبيل نور الدين (نبيل)
- ريام كفارنة (جيهان)
- صفاء جلال (ميرفت)
- محمد دسوقي (شاكر)
- بتول الحداد (سعاد)
- نورا عبد الرحمن (نورا)
- ناني سعد الدين (أم سيد)
- عمرو القاضي (جابر)
- محمد السويسي (فرج)
- داليا خليف (ناريمان)
- ريم حجاب (مديحة)
- يوسف حشيش (يوسف)
- تامر سمير (ريشة)
- محمد المغربي (سامي)
- علاء شلبي
- نهى نبيل (كوثر)
- محمد لطفي (العالمي - ضيف شرف)

## وصلات خارجية
- صلة رحم على موقع قاعدة بيانات الأفلام العربية